# السعودية في كأس الخليج العربي 1996
تعرضُ هذه المقالة مُشاركة المنتخب السّعُوديّ في كأس الخليج العربي 1996، التي عُقِدَت في سلطنة عمان بين 15 و28 أكتوبر من عام 1996.
فازت السعُودية بِمُبارتين وتعادلت مُبارتين وخَسِرت مُباراة واحِدَة. بذلك احتلّت المَركز الثالث في البُطُولة، بعد الكويت وقطر.

## المُنافسة

### المجمُوعة
| فريق                     | لعب | فاز | تعادل | خسر | له | عليه | فارق الأهداف | النقاط |
| ------------------------ | --- | --- | ----- | --- | -- | ---- | ------------ | ------ |
| الكويت                   | 5   | 4   | 0     | 1   | 7  | 4    | +3           | 12     |
| قطر                      | 5   | 3   | 1     | 1   | 9  | 5    | +4           | 10     |
| السعودية                 | 5   | 2   | 2     | 1   | 8  | 6    | +2           | 8      |
| الإمارات العربية المتحدة | 5   | 1   | 3     | 1   | 5  | 5    | 0            | 6      |
| البحرين                  | 5   | 0   | 2     | 3   | 4  | 8    | -4           | 2      |
| عمان                     | 5   | 0   | 2     | 3   | 2  | 7    | -5           | 2      |

### المُباريات

#### السعودية ضد عمان
| السعودية   | 0-1 | عمان |
| ---------- | --- | ---- |
| فهد المهلل |     |      |

#### السعودية ضد قطر
| قطر                         | 2-2 | السعودية                |
| --------------------------- | --- | ----------------------- |
| أحمد مبارك · عبد العزيز حسن |     | أحمد جميل · سامي الجابر |

#### السعودية ضد البحرين
| السعودية                                         | 1-3 | البحرين    |
| ------------------------------------------------ | --- | ---------- |
| يوسف الثنيان · خالد مسعد ركلة جزاء' · فهد المهلل |     | حميد درويش |

#### السعودية ضد الكويت
| الكويت     | 0-1 | السعودية |
| ---------- | --- | -------- |
| حمد الصالح |     |          |

#### السعودية ضد الإمارات العربية المتحدة
| السعودية                                 | 2-2 | الإمارات العربية المتحدة |
| ---------------------------------------- | --- | ------------------------ |
| خالد التيماوي ضربة جزاء' · خالد التيماوي |     | يوسف حسين · محمد علي     |

## مَرَاجِع
1. ↑  "الموقع الدائم لكأس الخليج العربي". مؤرشف من الأصل في 29 ديسمبر 2017. اطلع عليه بتاريخ 4 فبراير 2018.

## وَصَلات خَارِجِيَّة
- المَوقِع الرَّسمي لِلبُطولة بالعربيّة
- RSSSF site